# 24時間テレビ32 愛は地球を救う
『24時間テレビ32 「愛は地球を救う」  START!〜一歩を踏みだそう〜』（24じかんテレビ32 「あいはちきゅうをすくう」 スタート いっぽをふみだそう）は、日本テレビにて2009年8月29日（土）18:30 - 8月30日（日）21:00（JST）まで生放送された32回目となる『24時間テレビ』である。

## 概要
それまで24時間テレビは会場を日本武道館で開催していたが、既にナイトメアが本来の会場である日本武道館を押さえていたため、今回は急遽東京ビッグサイト（東京国際展示場）にメイン会場を変更して開催された。日本武道館以外の開催は、当時新宿区に移転したばかりの東京都庁で開催された1991年（第14回）以来18年ぶりである。メイン会場の募金会場は東京ビッグサイトの外に開設されていたため、会場内に入ることが出来たのは事前申し込みを行っていた来場者のみに限られる形となり、募金で訪れた来場者は会場内のステージの様子を一切見ることが出来なかった。
2日目は、「第45回衆議院議員総選挙」の投開票日と重なったため19:59 - 20:05は一旦放送を中断し、直後となる選挙特別番組『ZERO×選挙2009』のスタジオから出口調査を放送、放送が再開された20:05からはL字型画面やテロップで開票速報を伝えた。そして番組は21:00まで放送（通常より6分拡大）した後、『ZERO×選挙2009』につなげた。
メインパーソナリティーはNEWSが初の担当、イモトアヤコがチャリティーマラソンランナーを務めた。
この年は「世界の果てまでイッテQ!」の制作陣を中心としたスタッフ構成であったため、これに関わる演者も多く出演している。
なお、この年から土曜18:30に『満天☆青空レストラン』が放送開始、当番組放送時には放送枠を30分繰り上げるとともに当番組の出演者たちが『青空レストラン』に出演したり、当番組開始前の情報（この部分は生放送）を放送する様になった。

## 出演者
※グループ名・所属は基本的に当時のもの

### 総合司会
- 徳光和夫
- 西尾由佳理（当時・日本テレビアナウンサー）

### メインパーソナリティー
- NEWS
  - 山下智久
  - 錦戸亮
  - 小山慶一郎
  - 加藤シゲアキ
  - 手越祐也
  - 増田貴久

### チャリティーパーソナリティー
- 菅野美穂

### 番組パーソナリティー
- ネプチューン（名倉潤・堀内健・原田泰造）
- ベッキー

### チャリティーマラソンランナー
- イモトアヤコ

## スタッフ
- 構成：桜井慎一、川上トリオ、木南広明、ヒロハラノブヒコ / 石田健祐、石原健次、内海譲司、遠藤佳三、大名祥子、柏木克紀、小林清人、佐藤かんじ、沢口義明、城啓介、鈴木重夫、須藤好造、高梨武志、竹尾明子、樅野太紀、田中直人、新倉イワオ、根本ノンジ、樋口卓治、藤原琢也、三木睦郎、山西伸彦、横山誠一

東京ビッグサイト
- - TD：杉本裕治
  - 音声プラン：川合亮
  - SW：蔦佳樹、安藤康一、木村博靖、望月達史　
  - カメラ︰小林宏義、荻野高康、岡田博文、品川和雅、大庭茂嗣、赤尾勝教、矢口太郎、浅田昇、門田健、吉田健治、佐藤裕司、北折雅人、茅野竜徳、福田伸一郎、早川智晃、中村哲也、山内剛、工藤恂児、木藤和久、高野信彦、渡辺浩、今別府元気
  - 音声︰中島和真、高岡彰吾、岡田洋一、岩崎康、木村広志、村上正、高木哲郎、小原正広、原秀彰
  - 調整︰鈴木雄仁、江頭恭二、小野敏之、岡田直紀、矢込宏敬、鈴木昭博
  - 照明：内藤晋、谷田部恵美
  - 美術デザイナー：熊崎真知子
  - 装置︰玉置裕大、四之宮克成
  - 電飾：岩井直樹
  - アクリル装飾︰棚田瑛葵
  - 装飾︰米山幸市
  - 特殊効果︰栗原寛享
  - メイク︰松井悦子
  - VTR出しディレクター：高橋篤史、奥河内都
  - TK：中村ひろ子、矢島由紀子、桜井えみこ、田中彩、山際慎子
  - ステージング：MIKO、小堀理恵子
  - オーディオコーディネーター：鳥飼弘昌
  - 編曲：永作幸男、しかたたかし、たかしまあきひこ
  - 演奏：ガッシュアウト、東京音楽事務所
  - コーラス：フィジー、ミュージッククリエイション / 日テレ学院
  - 手話コーラス隊：愛の小鳩事業団 手話コーラス部
  - アシスタント：日本テレビイベントコンパニオン
  - 日テレ学院コーラスコーディネーター：青木良英、川原井宏美、飯田啓之
  - ゲストフォロー：環真吾、上田識喜、杉原洋子、森下典子、佐藤里絵
  - フロアディレクター：舟澤謙二、長谷川賢一、杉岡士朗、氣賀澤宏隆、高橋康之、鈴木豊人、徳永清孝、栗崎圭悟、森山琢哉、井上尚也、奥陽介、福田龍

ビッグサイト企画
- - ディレクター：山泉貴弘、井上伸正、佐谷直子、塚田直之、鈴嶋直子、守屋茂員、廣田健介、和佐田幸弘、磯部修、阿部裕一郎、小林周一、原田大輔
  - AP：黒川こず枝、岡里有佑子、山中れい子、川原三穂、高麗倫太郎
  - プロデューサー：和田隆、神尾育代、小川潔、森栄一郎
  - 演出：鈴木守、滝田朋之

オープニング～ポール・ポッツライブ～
- - ディレクター：利根川広毅
  - プロデューサー：大島美貴

「にぃにのことを忘れないで」ドラマの真実
- - ディレクター：磯田修
  - AP：常盤吉弘
  - プロデューサー：遠藤英幸

珍獣ハンターイモト 136.585Kmチャリティーマラソン
- - TD・SW：清野理
  - TD：内田幹夫、夏越一徳、石坂忠義、高橋一徳、東條和人
  - カメラ：東武志
  - VE：舘野真也
  - 音声：小境健太郎
  - ASS：斎藤智久
  - ドライバー：丸山哲幹
  - ENG：松丸明夫
  - 照明：河内俊明、高橋正彦
  - 美術デザイナー：波多野真理
  - 装置：田村佳久
  - メイク：中野資子
  - マラソンコーディネーター：坂本雄次、佐藤成人、中川修一
  - GPS：前川泰徳
  - ノンリニア：高野和子
  - 制作進行：石井希和、田口美和子、古賀絢子
  - 撮影協力：神奈川県流域下水道整備事務所、(財)神奈川県下水道公社
  - ディレクター：那須太輔、高野透矢、河野亮、田澤実、石野浩史、馬杉光、浦川智之
  - 演出：岩佐直樹
  - プロデューサー：川邊哲也、阿河朋子、小川明人 / 中村博行

地中に眠る宝を掘り当てろ!スリランカ宝石発掘大作戦
- - TP：鴇田晴海
  - TD：岩間知行
  - SW：鎌倉和由
  - カメラ：石渡裕二
  - 音声：櫻田勝博
  - 海外コーディネーター：イングス・ヘリテイジ
  - 中継コーディネーション：猪股由太郎
  - 協力：コロンボ日本人学校のみなさん
  - ディレクター：武井正弘、長田昌之
  - プロデューサー：伊藤英恵
  - 演出：宮森宏樹

もう一度START! リベンジ津軽海峡横断リレー
- - 中継TM：小椋敏宏
  - 竜飛岬TD：各務裕之
  - 竜飛岬SNG・TD：鈴木修一
  - 竜飛岬連絡線：辻直哉
  - 船上TD・SW：高橋尚志
  - 船上MIX：小澤太
  - 船上VE：川村雄一
  - 船上カメラ：熊谷真悟、砂押秀寿、山田大輔
  - 船上AUD：森丈志
  - 船上マイクロ：木田雄大、山口信也
  - 水中カメラ：米窪康成、夏野大介
  - 竜飛岬マイクロ：飛内雄二
  - 小泊港TD：小峰祐司
  - 小泊港SW：保刈寛之
  - 小泊港カメラ：藤林国仁
  - 小泊港MIX：太田理
  - 小泊漁港TD：澤田貴史
  - 青岩TD：棟方甫
  - 福島港TD：松野史
  - 福島港SW：舘脇雄次
  - 福島港カメラ：寒河江透
  - 福島港VE：竹西直人
  - 福島港MIX：椎名弘隼
  - 白神岳TD：穴吹昌芳
  - 白神岳マイクロ：山田秀行
  - ヘリコTD：山村忠稔
  - ヘリコカメラ：菊池健男
  - 美術プロデューサー：三浦昭彦
  - 装置：柿崎政也
  - メイク：小野かおり
  - ENGカメラ：樋口辰男、志村孝幸
  - 船舶協力：ZEAL
  - ディレクター：高橋淳、新井聡史、石坂完爾
  - 中継ディレクター：紀内良彦、市川浩崇、永井孝昌、濱崎泰彦、御法川雄斗、塩出正樹
  - AP：水田英子、申東珠
  - プロデューサー：栄永英幸
  - 演出：藤本直樹、吉村真人

女子ソフト 日米メダリストからヒット打てるか?
- - 中継TM：平間良一
  - 中継TD：飯島章夫
  - SW：木村智
  - カメラ：小泉明浩
  - MIX：清水新太郎
  - VE：沼田広美
  - 美術プロデューサー：高津光一郎
  - 美術デザイン：平岡真穂
  - 装置：赤木直樹
  - メイク：岩崎良子、栗原真理亜
  - CG：宮原耕介、折田学
  - ディレクター：石橋佳之、松嵜恭宣
  - イベント進行：古城戸利香、大倉康介
  - 中継ディレクター：松居哲郎、外石隆幸
  - プロデューサー：道坂忠久、手島理起、北川俊介
  - 演出：熊谷暁夫、西村明浩

卓球8時間ラリー世界記録にチャレンジ!
- - SW：鈴木健司、落合弘祐
  - カメラ：中村将直
  - 音声：池田正義
  - 調整：塩原和益、守屋誠一
  - 照明：阿部権治
  - 美術デザイン：本田恵子
  - 卓球台協力：バタフライ
  - ディレクター：藤田飛鳥、佐藤真吾、福田一寛、水田貴久
  - AP：中村英雄
  - 中継ディレクター：鶴田史隆、森石丈浩
  - プロデューサー：五十嵐貢
  - 演出：長谷川孝

～本社リモートサブ～
- - TD：吉田雅章
  - SW：野平和之、久保潤哉
  - MIX：三村浩一、大浦政宣
  - CG：齊藤久志
  - ECG：工藤かなえ
  - 音効：小平英司
  - コーディネーション：木村拓也
  - TK：石島加奈子、林恵潤佳
  - ディレクター：望月浩平、平田祥志、佐々木聡史、渡辺卓郎、田中俊光

～スポーツ企画 技術協力～
- - 札幌テレビ、青森放送、イメージスタジオ109

SUPERうるぐす
- - ディレクター：岩崎泰治
  - 演出：大朏禎久、津郷大吾、水上啓

みんなで集めてつくるマラソンゴールゲート
- - CGデザイン：瀧本愛子
  - CGディレクター：石渡英明
  - CGプロデューサー：藤井彩人
  - ディレクター：小江翼、小元肇
  - プロデューサー：清千里、大内勝

日本列島 24時間で世界遺産いくつ回れるの?
- - 演出：石﨑史郎
  - ディレクター：佐藤稔久、小野寺健

～広島テレビ放送～
- - TD：加藤雅也、畠山雄一郎
  - 制作：平田秀一

～読売テレビ放送～
- - TD：松尾昌己
  - 中継TD：高田裕都
  - 制作：川村好弘

～北日本放送～
- - TD：越靖幸
  - 制作：土肥尚彦、大野慶介

朝までしゃべくり007
- - SW：三井隆裕
  - カメラ：日向野崇
  - 音声：中村宏美
  - VE：三崎美貴
  - 照明：木村弥史
  - 美術プロデューサー：松崎純一
  - 美術：林健一
  - デザイン：道勧英樹
  - 美術デザイナー：大竹潤一郎
  - 装置：永瀬雅俊
  - オブジェ：吉田麻美
  - 装飾：高橋吉彦
  - 電飾：丹野順哉
  - 花飾：藤崎華代
  - 特殊効果：堀田秀二郎
  - メイク：小島梨香
  - TK：大岡伸江
  - 進行：藤森真実、望月祐歌
  - AP：中田容子、成子美里、中村晃子、安田友里
  - ディレクター：相田貴史、和田英智、川端鉄也、伊藤航、川俣和也、岩本智也、道下貴之、後藤啓一、小嶋智仁、八島崇行、戸田悠貴
  - プロデューサー：八木田祐子、石原由季子、斎藤みさ子、吉田一浩
  - 演出：上利竜太

菅野美穂と子どもたちの大演奏会
- - プロデューサー：当麻康夫
  - ディレクター：染谷昌彦、川口信洋

24時間テレビ高校生ダンス甲子園大会
- - ディレクター：渡邊正人、佐藤丁丈、水沼保和
  - プロデューサー：錦信次、牛丸謙壱
  - AP：笠井彩
  - 演出：武石政人

世界一受けたい天気予報
- - ディレクター：加藤宏実
  - AP：竹下美佐
  - プロデューサー：宇佐見友教、下田明宏
  - 演出：福士睦

ダーツの旅的インタビュー 一億人のSTART!
- - ディレクター：大石正通、永井ひとみ、須藤大介、柳川剛、高木悟、森田隆行
  - プロデューサー：毛利忍、江尻直孝
  - AP：木村友子

難病少年と上原投手 約束のキャッチボール
- - カメラ：柏原雅弘
  - VE：小澤裕幸
  - 音効：堺慶史郎
  - コーディネーター：大島香
  - 編集：丸山寿和
  - MA：山際卓郎
  - ディレクター：原田誠之
  - プロデューサー：高島良子
  - チーフクリエイター：岡田謙吾

チャリTシャツプロジェクト
- - カメラ：金光利也、石井邦彦、藤田マコト
  - MIX：松橋利行
  - ディレクター：中村仁
  - 撮影協力：ピクサー・アニメーション・スタジオ

全盲少年の夢「富士山に登りたい」
- - 演出：清水星人
  - ディレクター：鴻巣裕司、唐沢宏一
  - AP：百瀬和幸
  - 協力：(財)日本盲導犬協会
  - プロデューサー：森實陽三、宮﨑文夫、松島美由紀

耳の不自由な子どもたちが手影絵に挑戦
- - ディレクター：長井香織
  - プロデューサー：小島俊一

有吉が行く! 猿岩石ユーラシア大陸横断ヒッチハイク
- - カメラ：海野太郎
  - MA：番匠康雄
  - 音効：花岡英夫
  - ナレーター：木村匡也
  - ディレクター：富山歩
  - AP：池田供子
  - プロデューサー：岡崎成美

車椅子のいらない世界へ NEWS山下と親友との約束
- - カメラ：小谷智士、磯野伸吾
  - EED：小市亮
  - MA：松川智実
  - 音効：保苅智子
  - ディレクター：立澤哲也
  - AP：円城寺剛
  - プロデューサー：中村昌哉
  - 演出：加藤幸二郎

車椅子の少年がシンクロに挑戦!「ウォーターボーイズ」
- - TD：正井祥二郎
  - SW：村田陸彦
  - カメラ：山根寿彦
  - 音声：安楽修平
  - 水中カメラ：萩原謙一
  - 照明：安井雅子
  - 協力：学校法人京北学園、マイ・エス・スイミング花畑
  - ディレクター：笠間崇、小室圭子
  - AP：柴田雅美
  - プロデューサー：鬼頭直孝、永井英樹

堀内健が海外取材「文字も絵も知らない子どもたちと明日へ」
- - ディレクター：白鳥秀明
  - プロデューサー：髙松明夫

菅野美穂のカンボジア…“親に売られた子どもたち“
- - 演出：池田睦也
  - 撮影：竹葉晶子
  - コーディネーター：大竹伸弥
  - プロデューサー：中谷聡、稲葉友紀子、首藤由紀子

国境を超え音楽で心をひとつに!スティールパンコンサート
- - ディレクター：花蔭篤
  - AP：森貴志
  - 演出：久保田克重
  - プロデューサー：黒岩敏一

間寛平アースマラソンスペシャル
- - ディレクター：加藤一真、大畠憲彦
  - AP：内藤三保子
  - プロデューサー：反町礼、久保真一郎
  - 演出：渡辺政次
  - チーフプロデューサー：竹内尊実

アスリートたちが夢の共演!
- - AP：菅沼和美
  - ディレクター：太田博章、河野亮
  - 演出：黒川高
  - プロデューサー：小幡英司

原田泰造が出会った一生勉強おばあちゃん
- - プロデューサー：荻原伸之
  - ディレクター：市川隆

オードリーのトゥース!エコクイズ
- - ディレクター：満冨洋隆

チャリティー笑点
- - SW：宮崎和久
  - カメラ：田代義昭
  - 音声：酒井孝
  - 照明：渡辺一成
  - 調整：八木和夫
  - 音効：宮川素子
  - TP：古井戸博
  - 美術デザイン：磯村英俊
  - 装置：峰崎俊輔
  - 装飾：丸山善之
  - 衣裳：佐々木皖子
  - メイク：外山奈津子、清水亜矢
  - ディレクター：大畑仁、高木裕司、山口裕之
  - プロデューサー：飯田達哉
  - チーフプロデューサー：鈴木雅人

チャリティー広場
- - プロデューサー：中西健、吉田和生、米澤敏克
  - ディレクター：笠原保志、石川潔、水嶋陽、中澤洋貴、伊藤寛昭、南川尚人、松田菜生、土方雄介、木村元継
  - 出演者フォロー：村上早苗、内藤梨恵子

日産本社ギャラリー
- - 特別協賛：日産自動車
  - TD：川村朋秀
  - SW：関口文雄
  - カメラ：海野亮
  - VE：中濱央友
  - MIX：渡辺祐一
  - 照明：小川勉
  - 音響：嶋村正勝、佐々木善昭
  - メイク：小室あい
  - ディレクター：小田玲奈、金丸恵理子
  - プロデューサー：滝澤真一郎、菊岡郁枝

告知
- - 音効：岩下康洋
  - AP：兜森英美
  - ディレクター：石田一利、押田徹也、草場千恵
  - プロデューサー：岩下英恵、上野尚偉、鈴木敦

PRスポットCM
- - 演出：宮本琢也
  - 制作進行：山崎恵美子
  - ディレクター：松居ヒロキ、武田洋平、山本紗智子
  - プロデューサー：大澤裕二、平井秀和、森清知成

デジタルコンテンツ
- - 制作統括：川邊裕介
  - プロデューサー：太田正仁、皆川陽介
  - 営業：西岡均、清水大輔、加藤友規

〔ホームページ〕
- - プロデューサー：今井大輔
  - ディレクター：佐藤純一
  - 技術：盡田あすか

〔第2日本テレビ〕
- - プロデューサー：山﨑雄二
  - チーフディレクター：渡辺健太郎
  - ディレクター：林健司、庄司朋子、小山有香

〔携帯サイト・ケータイチャリティー〕
- - プロデューサー：松枝和哉
  - ディレクター：左川真弓
  - デザイナー：高橋雅也

〔データ放送〕
- - プロデューサー：小泉篤
  - ディレクター：安部陽介、石島健一郎
  - SE：世古口恵美加、北田天兵
  - デザイナー：下迫直樹

応援FAX
- - 演出：上田崇博
  - プロデューサー：森下泰男
  - ディレクター：中道康夫、藤村利晴、栗栖政文、小野日出紀
- 技術統括：古川誠一
- 総合TD：土屋隆
- 美術統括：中原晃一
- マイクロプラン：神田洋介、山本聡一
- 放送進行：鈴木啓祐、戸田聖一郎、瀬川尚子、畑中千春
- 音楽効果：小川彦一、村上義行、吉田茂、金沢裕一、佐藤充、中野瞬
- VTR︰大山香奈、上田瞳
- SDC・SOC︰山下崇夫、穂坂怜、吉田義明、畠山孝一
- CVセンター︰安藤茂之、水寄謙一
- マスター︰井本崇、佐伯賢司、園田未来、千葉季範、長沼宏幸、江頭由美子
- 回線ブッキング：飯地浩美、千葉伸一郎、知念愛香
- 電話回線設備︰前島聡、山崎行雄、中村一朗、浅川彦四郎、中西登志己、石中史彦
- CGデザイン：堀江隆臣、高坂敬、水落功真、山岸龍、野村俊介、高澤広大
- テロップセンター︰池田彬、古山恵理
- 広報：髙木明子、河本香織
- 編成：瀬戸口正克、糸井聖一、越部憲洋
- 営業：阿部真一郎、草柳和宏、中西紅美、黒木まゆみ
- CM進行：関谷美帆
- 技術協力：NiTRO
- 美術協力：日テレアート

ネットSTART企画
- - プロデューサー：上野真二

〈山梨放送～義足のハイジャンパーロンドンへの挑戦～〉
- - 中継技術：中島健仁
  - カメラ：種田淳一
  - 音声：窪田務
  - ディレクター：大原正也

〈テレビ信州～二足歩行犬100m走最速記録～〉
- - TD：藤巻宏明
  - VE：山崎昭二
- 制作協力：IVSテレビ制作、アガサス、AX-ON、安寿、えすと、エムファーム、オムニバス・ジャパン、オンリー・ワン、キューアップ、極東電視台、クリエイティブ30、クリエイティブビジョン、コスモ・スペース、ゴッドキッズ、コール、ザイオン、ザ・ワークス、CRネクサス、ジッピー、スタッフラビ、スパイスファクトリー、創輝、日企、日テレイベンツ、パッション、フォアキャスト・コミュニケーションズ、フォルミカ、マイ・プラン、メディアネットワーク、モスキート、ユニオン映画、ランナーズウェルネス
- 協力：東京ビッグサイト

汐留本社S1サブ放送本部
- - TD：山口裕司
  - 音声プラン：林英毅
  - SW：村松明、加賀屋博史、高田憲一、松嶋賢一
  - 音声：清水秀明、吉田航、藤雅樹、笹川秀男、勝又理行、太田黒健至、山口直樹
  - 調整：山口考志、斎藤孝行、田口徹、石野太一
  - TK・DSS：居波初子、坂本幸子、山沢啓子、鈴木リサ、長坂真由美、田中あや、竹島祐子、丸山茜、橋本美幸、山岸由佳
  - ECG：辻根昌枝、滝澤奈美子、宮前芳恵
  - 技術コーディネート：小林拓弘、岩鼻優
  - 演出補：脇山真太朗
  - ダイジェストディレクター：菅結子

汐留本社S3サブ放送本部
- - SW：滝沢壮治
  - 音声：大島康彦
  - 調整：佐久間治雄、柴田康弘
- 運営・警備：中田洋、石塚理、橋下暁、野崎麻由美、田中輝旗
- 東京ビッグサイト運営：内藤智子、光岡裕子、後藤範之、脇阪真琴、落合矢寿子
- チャリTシャツデザイン：©️Pixer Animation Studios

「24時間テレビ」チャリティー委員会事務局
- - 事務局長：神成尚亮
  - 事務局：下長根春樹、三宅真実子、伊藤喜三郎、広沢みどり、中島尚子、橋本美紀、山口慶 / 全国のボランティアの皆さん、草の根チャリティーネットワーク

警備本部
- - 本部長：石澤顕
  - 副本部長：初川則夫、玉置方博、布施優子、川村益昭、関千英、増田一穂、金子茂、奴賀正美、熊谷進弘
- 制作進行：小松正樹、野本亜希子 / 東原祐子、斉藤寿
- 監修：五味一男
- 汐留本社S1サブディレクター：伴在正行、大野聰介、藤森和彦、西川宏一
- 東京ビッグサイトディレクター：鈴木淳一、福田逸平太、久木野大、橋本和明
- プロデューサー：伊東修、安彦真利江 / 遠藤正累
- S1サブ演出：髙橋利之、納富隆治、三觜雅人、川邊昭宏、原司
- 制作：城朋子、安齋健一郎、小松伸生、菅賢治、吉川圭三
- 総合プロデューサー：田中宏史、松本京子
- 東京ビッグサイト演出：江成真二
- 総合演出：古立善之
- チーフプロデューサー：松岡至
- 制作指揮：桜田和之
- 製作著作：日本テレビ